# Drexel Burnham Lambert
Drexel Burnham Lambert was een Amerikaanse zakenbank.
De zakenbank ontstond door verschillende fusies. De oudste tak van de bank werd in 1838 opgericht als Drexel and Company in Philadelphia. In 1973 ging Drexel samen met Burnham and Company. De bank werd de spil in de handel in junk bonds, wat nagenoeg volledig op het conto van haar werknemer Michael Milken te schrijven viel. Aanvankelijk was het een groot succes, dat van Drexel de vijfde zakenbank van de Verenigde Staten maakte. 
Begin jaren 80 verwierf de Groupe Bruxelles Lambert een kwart van de aandelen, waarna de bank Drexel Burnham Lambert ging heten. Nog steeds op aangeven van Milken specialiseerde Drexel zich in leveraged buyouts (LBO's) en vijandige overnames. Het werd de meest winstgevende firma van Wall Street. Na de veroordeling van Ivan Boesky (1986) raakten Milken en Drexel echter in nauwe schoentjes. Zowel de SEC als de federale procureurs stelden een onderzoek in. Aanklager Rudy Giuliani haalde het grote geschut boven en beschuldigde de bank onder de Racketeer Influenced and Corrupt Organizations Act. Drexel bekende schuld op zes misdrijven en trof een schikking die haar een boete van 650 miljoen dollar oplegde. In april 1989 werd een minnelijk akkoord met de SEC bereikt. Drie afdelingen werden gesloten en 5000 werknemers ontslagen.
Daarmee waren de problemen van de bank nog niet van de baan. De markt voor rommelkredieten crashte en het boekjaar 1989 werd afgesloten met 40 miljoen dollar verlies. GBL weigerde om de bank te herkapitaliseren omdat er te veel onzekerheden waren. Drexel zag zich gedwongen om de obligaties van falende bedrijven te kopen, en zag haar kapitaal wegsmelten tot in 1990 ten slotte het faillissement volgde. 
GBL mocht 80 miljoen euro afboeken, maar was aan erger ontsnapt doordat het voor de rechtbank had kunnen aantonen dat de manipulatie en fraude buiten haar weten om hadden plaatsgevonden.

## Verder lezen
- (en)  Dan Rottenberg, The Man Who Made Wall Street: Anthony J. Drexel and the Rise of Modern Finance, University of Pennsylvania Press, 2001
- (en)  Dan G. Stone, April Fools: An Insider's Account of the Rise and Collapse of Drexel Burnham, New York, Donald I. Fine, 1990 (ISBN 1 55611 228 9)
- (en)  Connie Bruck, The Predators' Ball: the inside story of Drexel Burnham and the rise of the junk bond raiders, New York, American Lawyer/Simon and Schuster, 1988